# Pater Julius
Pater Julius (v originale L'Abbé Jules) je román francouzského spisovatele Octava Mirbeaua, vydaný v roce 1888.
Je to příběh hysterického kněze, jehož sexuální touhy, špatně potlačeny, jsou stále víc dráždivé, a který je ve vzpouře proti utlačitelské společnosti a proti pokrytectví katolické církve.

## Česká vydání
- Páter Julius, Svobodomyslný román, August Geringer, 1892, 228 s.
- Páter Julius, Praha, Komunist. knihkup. a naklad., « Lidové romány », n° 17, 1924, 247 s., přeložil M. Ulrychová.

## Externí odkazy

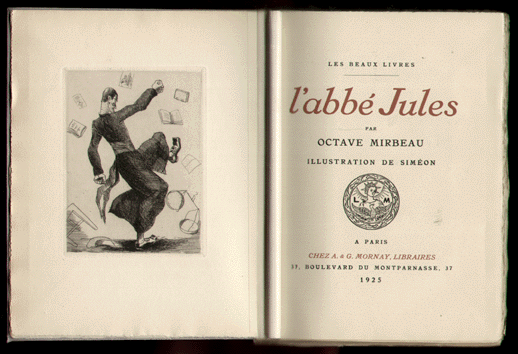
L'Abbé Jules, roman d'Octave Mirbeau (1848-1917)